# De Opera van het Bloed
De Opera van het Bloed is een serie van drie fantasy/horror-boeken van de Britse schrijfster Tanith Lee, die ze tussen 1992 en 1994 schreef. De drie delen van de serie zijn De Dans van de Scarabae, Het Bloed van de Scarabae en Ik, Duisternis.
De serie gaat over de Londense boekhandelares Rachaela Day, die wordt opgenomen in de mysterieuze Scarabae-familie.

## De Opera van het Bloed
- 1992  De Dans van de Scarabae (Dark Dance)
- 1993  Het Bloed van de Scarabae (Personal Darkness)
- 1994  Ik, Duisternis (Darkness, I)